# Antonio Barijho
Antonio Daniel Barijho (Buenos Aires, 18 marzo 1977) è un ex calciatore argentino, di ruolo attaccante.

## Carriera

### Club
Barijho cominciò la carriera con la maglia dello Huracán, per poi passare al Boca Juniors nell'estate 1998. Con questa casacca, vinse due campionati di Apertura (1998 e 2000), uno di Clausura (1999), due edizioni della Coppa Libertadores (2000 e 2001) e una Coppa Intercontinentale (Coppa Intercontinentale 2000). Il 7 agosto 2001, in occasione dell'amichevole tra Roma e Boca Juniors, un suo intervento provocò la frattura di tibia e perone della gamba sinistra di Saliou Lassissi. Inizialmente, per questo infortunio fu previsto uno stop di sei mesi. Nel 2002 si trasferì in prestito agli svizzeri del Grasshopper, con cui vinse un altro campionato. Nel 2003 tornò al Boca Juniors, con cui vinse il torneo di Apertura 2003.
Nel 2004, fu ingaggiato dai russi del Saturn. A gennaio 2005 tornò in Argentina, per vestire la maglia del Banfield. Seguì un'esperienza in Ecuador, passando al Barcelona SC con la formula del prestito. Rientrato al Banfield, fu poi ingaggiato dall'Independiente. Nel 2007 tornò allo Huracán, da cui si svincolò al termine della stagione. Dopo un anno di inattività, tornò a giocare al Deportivo Merlo, ritirandosi a fine stagione.

## Palmarès

### Club

#### Competizioni nazionali
- Campionato argentino: 4

Boca Juniors: Apertura 1998, Clausura 1999, Apertura 2000, Apertura 2003
- Campionato svizzero: 1

Grasshoppers: 2002-2003

#### Competizioni internazionali
- Coppa Libertadores: 2

Boca Juniors: 2000, 2001
- Coppa Intercontinentale: 1

Boca Juniors: 2000